# Coleophora rudella
Coleophora rudella is een vlinder uit de familie kokermotten (Coleophoridae). De wetenschappelijke naam is voor het eerst geldig gepubliceerd in 1944 door Toll.
De soort komt voor in Europa.